# Seat Ibiza I
Der Seat Ibiza I (Typ 021/021A) ist ein Kleinwagen des spanischen Automobilherstellers Seat. Nach dem Ende der Kooperation mit Fiat war der im Juli 1984 vorgestellte Ibiza die erste Eigenentwicklung auf der Plattform des Ronda unter Zuhilfenahme von externen Partnern.

## Allgemeines
Die Karosserie des Ibiza stammt von Giorgetto Giugiaro, der auch den VW Golf, den Fiat Uno und viele andere Fahrzeuge entworfen hat. Die Motoren wurden, mit Ausnahme der von Fiat beigesteuerten 0,9-l-Ottomotoren und 1,7-l-Dieselmotoren, von Porsche entwickelt, sodass die neuen Motoren nach Umrüstung der existierenden Produktionslinien für 4-Zylinder-Motoren mit den vorhandenen Maschinen hergestellt werden konnten. Porsche stimmte einer Vermarktung der Motoren unter dem Namen System Porsche zu, was wesentlich zum Erfolg des Ibiza 1 beitrug.  3 Varianten des Motors mit Hubraumvarianten von 1,2 l, 1,5 l und 1,7 l wurden angeboten, von denen einige mit L-Jetronic ausgerüstet wurden.
Darüber hinaus wurde auch eine Basis-Version des Ibiza 1 mit dem 0,9 l Motor aus dem SEAT-Marbella angeboten, sowie eine Diesel-Version mit dem 1,7-l-Dieselmotor des SEAT Malaga (ebenso basierend auf FIAT-Technologie).
Für den Schweizer Markt wurde ab März 1989 ein Modell mit 80 kW (109 PS) starkem 1,5-l-Motor mit Turbolader und Katalysator angeboten.
Der Seat Ibiza wurde in den Ausstattungslinien Special, J, L, XL, CL, CLX, GLX, SX, SXI, Crono, Comfort, Disco, Friend und Sportline angeboten, wobei die Varianten SXI und Sportline am besten ausgestattet waren.
Die Serienausstattung des Sportline beinhaltete u. a.:
- Zentralverriegelung
- elektrische Fensterheber vorne, beim Zweitürer Ausstellfenster hinten
- in Wagenfarbe lackierte Kotflügelverbreiterungen und Außenspiegel
- Nebelscheinwerfer im Stoßfänger integriert
- kleine Mittelkonsole
- geändertes Lenkrad mit Schriftzug „Sportline“
- geänderter Schalthebel „Sport“
- außen an den Türen und der Heckklappe angebrachte Aufkleber mit dem Schriftzug „Sportline“
- Kopfstützen-Einsätze mit eingesticktem „Sportline“-Schriftzug
- Sportsitze
- Stoßfänger und Dachkantenspoiler in Wagenfarbe lackiert
- Metallic-Lackierung

Einige Fahrzeuge wurden mit einer Klimaanlage ausgestattet.

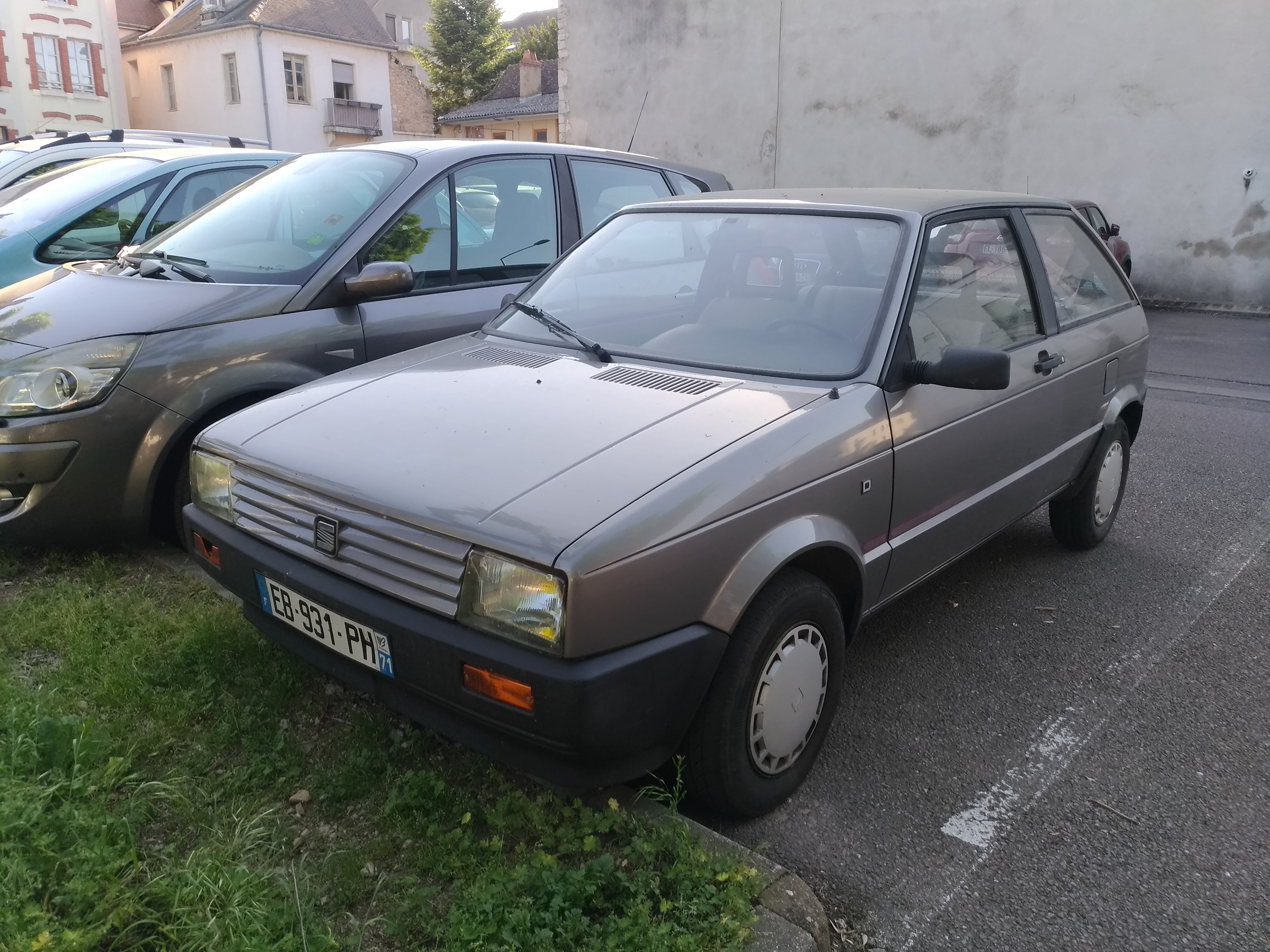
Seat Ibiza Dreitürer (1988–1991)
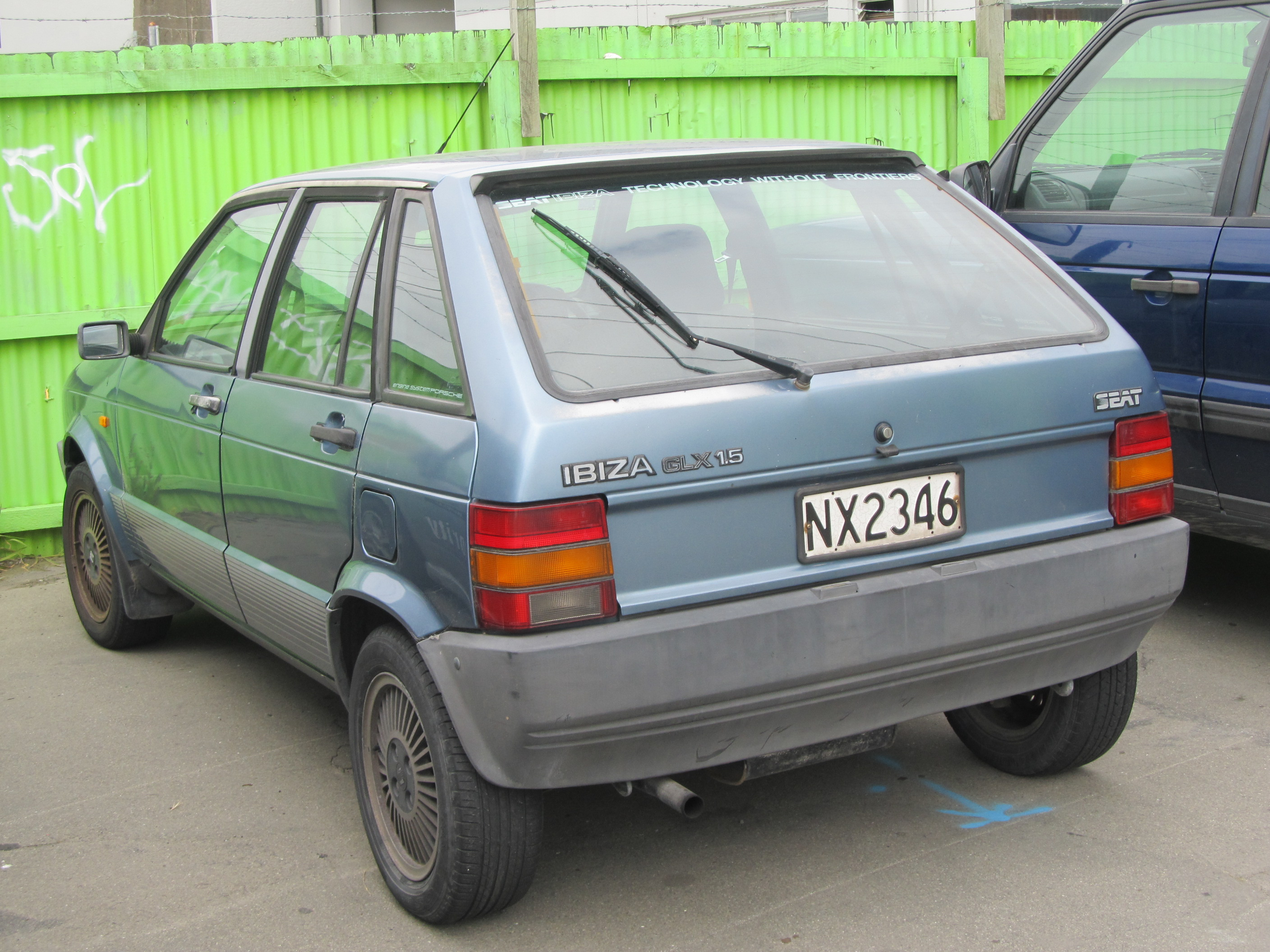
Seat Ibiza Fünftürer (1986–1991)
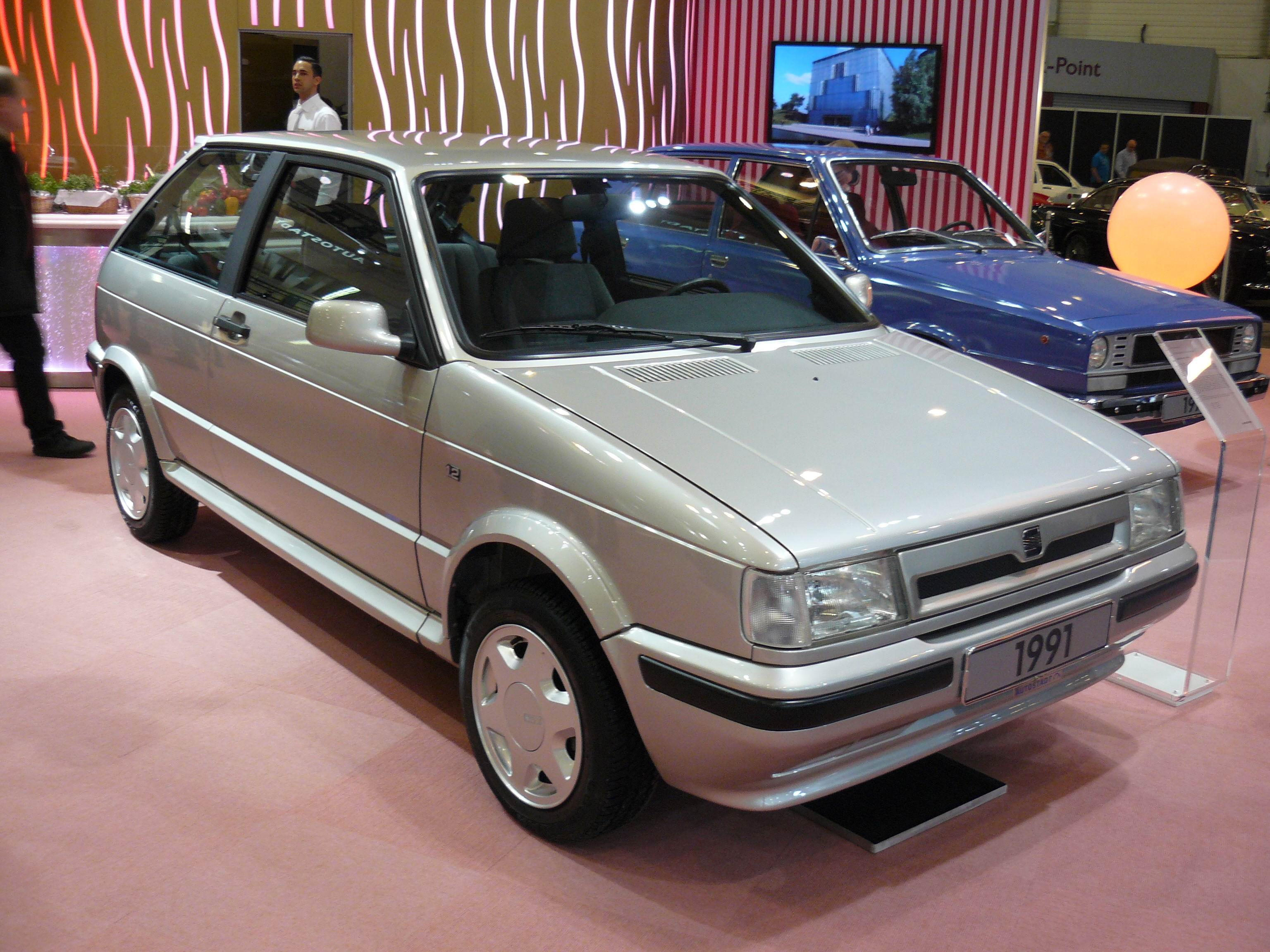
Seat Ibiza New Style Dreitürer (1991–1993)
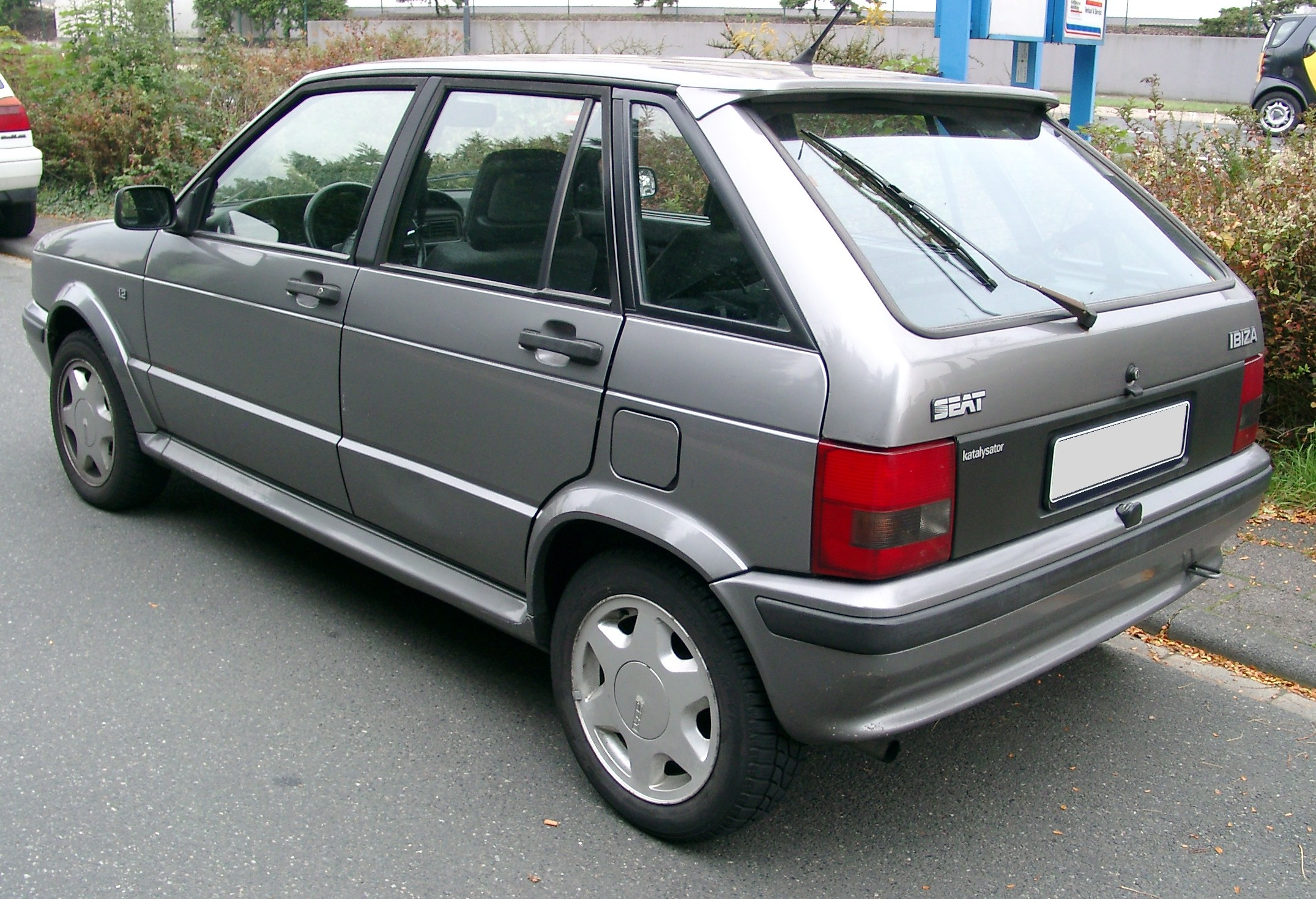
Seat Ibiza New Style Fünftürer (1991–1993)
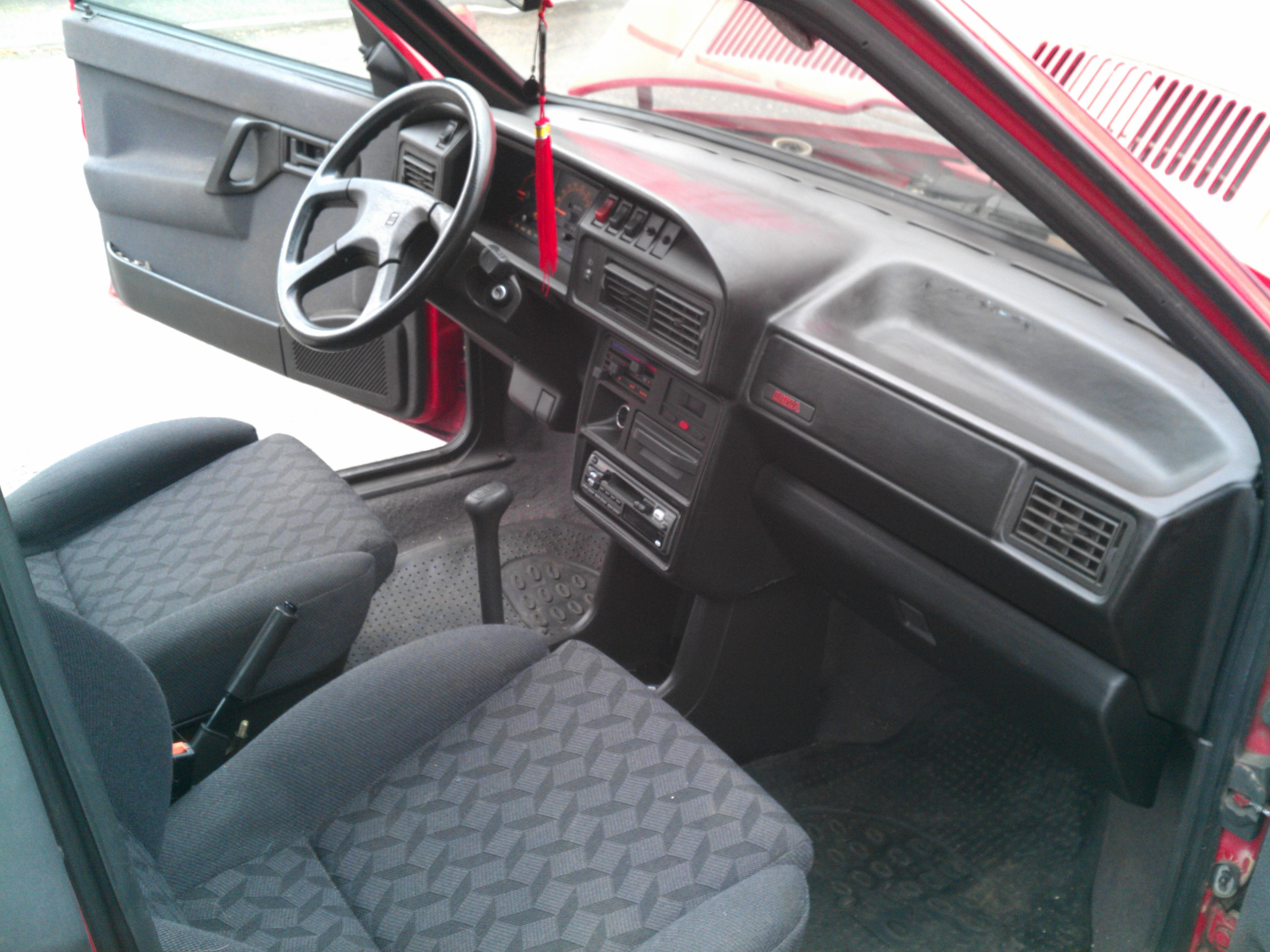
Interieur Ibiza New Style
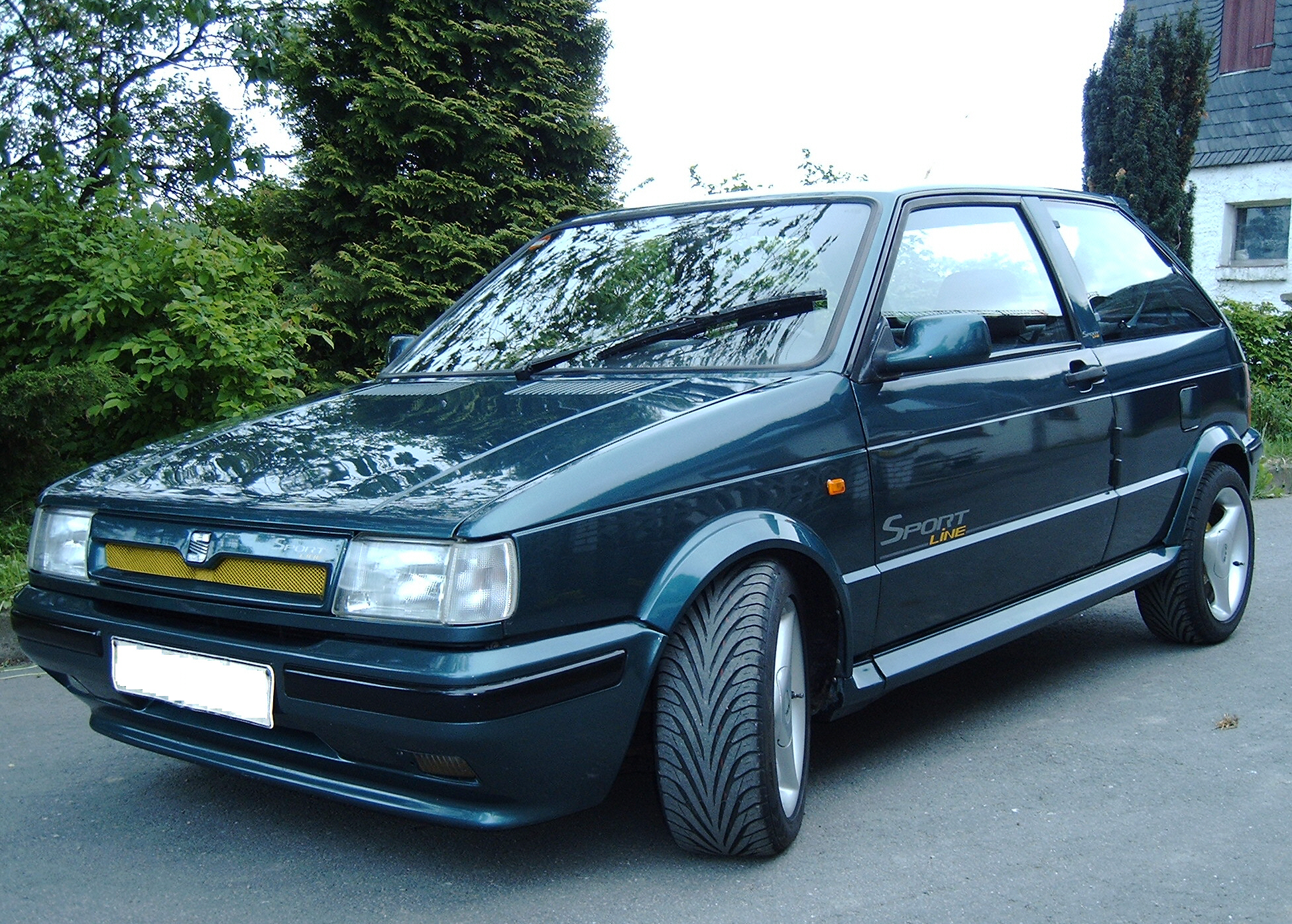
Seat Ibiza Sportline
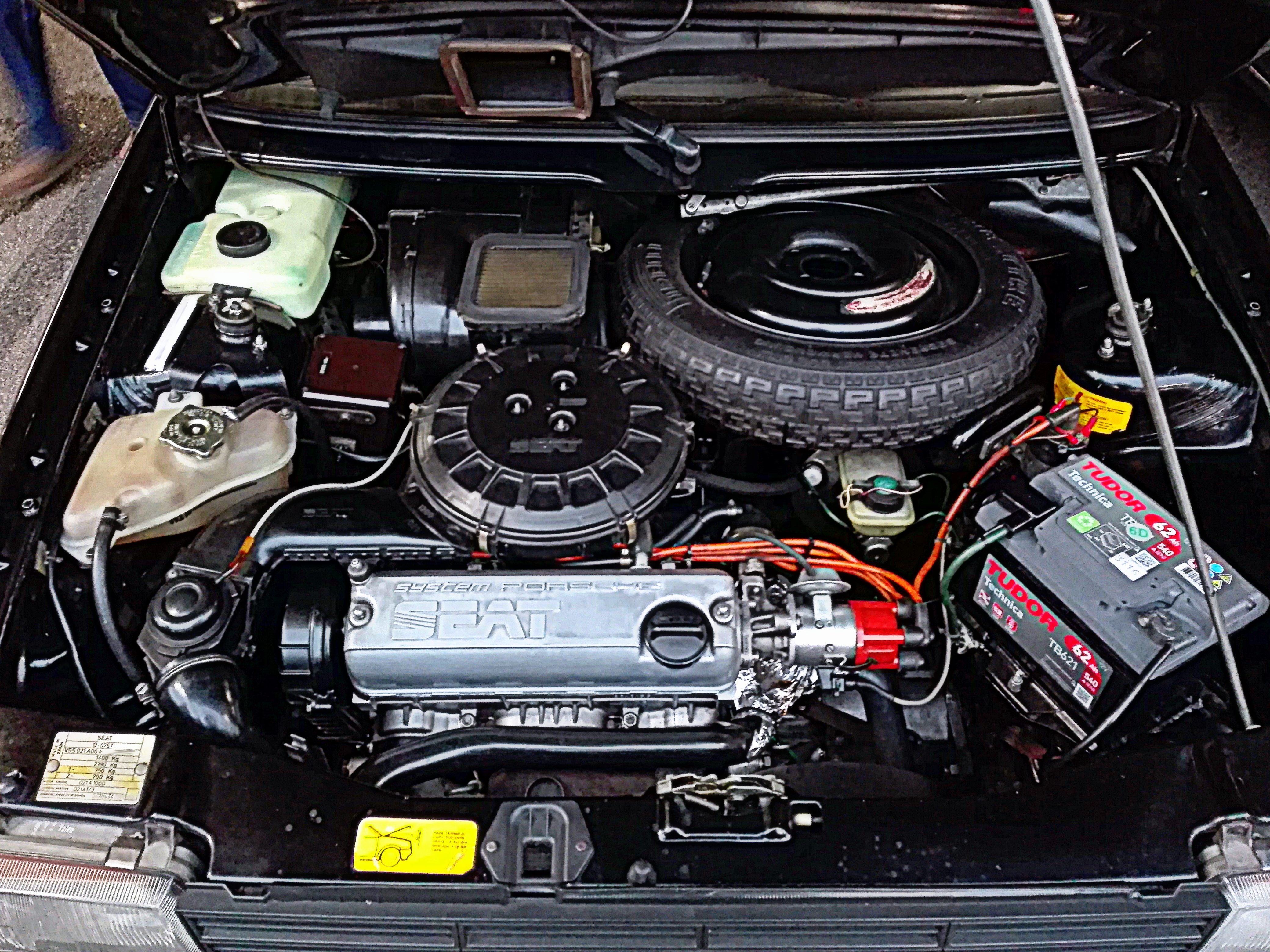
VW EA801-Motor des Ibiza mit Porsche-Unterstützung

## Geschichte
- 07/84: Beginn der Auslieferung des ersten Ibiza in Spanien
- 01/85: Ibiza mit 1,7-Liter-Dieselmotor von Fiat lieferbar
- 10/86: Vorstellung der fünftürigen Variante des Ibiza; außerdem: Auspuffanlage mit Absorptionsdämpfer, dämpft die Stand- und Fahrtgeräusche sowie sechs Jahre Garantie gegen Durchrostung
- 06/87: Das Fahrwerk wird überarbeitet
- 04/88: Ibiza mit 1,5-Liter-Motor ist mit Katalysator lieferbar
- 11/88: Kühlergrill in Wagenfarbe mit vier Querstreben, neues Armaturenbrett mit Ablagefach, größeres Handschuhfach, neues Lenkrad, Heizung und Lüftung überarbeitet und leistungsfähiger, neu geformte Sitze mit größerem Verstellbereich; Einsatz des 1,5-l-Motor mit LU-Jetronic (Zündsteuergerät Bosch EZ 11)
- 03/89: Beifahrerhaltegriff und Außenspiegel rechts serienmäßig und überarbeitetes Getriebe
- 11/89: 1,2-l-Motor mit 52 kW und Katalysator lieferbar
- 03/91: Facelift New Style (021A) mit:

- neben den Scheinwerfern angebrachten Blinkleuchten vorn mit weißem Abdeckglas
- neu geformtem Kühlergrill/Kühllufteinlass
- überarbeiteten Stoßfängern mit neuer Profilierung
- vergrößerten Außenspiegeln
- teilgetönten Heckleuchten von Hella mit VW-Elektrik
- Kotflügelverbreiterungen beim Modell Sportline
- geänderten Leichtmetallrädern
- VW-Lenkstockschaltern sowie einigen Schaltern im Innenraum

- 11/91: 1,7-l-Motor mit 74 kW und LU2-Jetronic von Bosch; Einführung des Sondermodells Sportline mit 1,7-l-Motoren
- 05/93: Einstellung der Produktion in Barcelona. Vorstellung des Nachfolgers auf VW-Basis.
- 08/97: Verkauf der Produktionsanlagen an Nanjing (China)
- 01/99: Wiederaufnahme der Produktion mit leichten Änderungen unter dem Namen Nanjing Yuejin NJ6400
- 02/03: Facelift und neue Modellbezeichnung Nanjing Yuejin NJ6400/7150 Encore / Soyat

## Motoren
| Kraftstoffart       | Benzin           | Benzin           | Benzin           | Benzin               | Benzin           | Benzin               | Benzin               | Benzin               | Benzin               | Benzin               | Diesel                | Diesel                |                  |
| Modell              | 0.9              | 0.9              | 1.2              | 1.2 i Kat            | 1.5              | 1.5 i                | 1.5 i Kat            | 1.5 Turbo 1          | 1.7 i                | 1.7 i                | 1.7 D                 | 1.7 D                 |                  |
| ------------------- | ---------------- | ---------------- | ---------------- | -------------------- | ---------------- | -------------------- | -------------------- | -------------------- | -------------------- | -------------------- | --------------------- | --------------------- | ---------------- |
| Bauzeitraum         | 08/1990–05/1993  | 08/1986–05/1993  | 05/1984–05/1993  | 11/1989–05/1993      | 05/1984–05/1993  | 10/1986–05/1993      | 10/1986–05/1993      | ab 03/1989           | 01/1991–05/1993      | 01/1991–05/1993      | 11/1984–05/1993       | 08/1990–05/1993       |                  |
| Motortyp            | R4-Ottomotor     | R4-Ottomotor     | R4-Ottomotor     | R4-Ottomotor         | R4-Ottomotor     | R4-Ottomotor         | R4-Ottomotor         | R4-Ottomotor         | R4-Ottomotor         | R4-Ottomotor         | R4-Dieselmotor        | R4-Dieselmotor        |                  |
| Gemischaufbereitung | Vergaser         | Vergaser         | Vergaser         | Saugrohreinspritzung | Vergaser         | Saugrohreinspritzung | Saugrohreinspritzung | Saugrohreinspritzung | Saugrohreinspritzung | Saugrohreinspritzung | Vorkammereinspritzung | Vorkammereinspritzung |                  |
| Motoraufladung      | –                | –                | –                | –                    | –                | –                    | –                    | Turbolader           | –                    | –                    | –                     | –                     |                  |
| Hubraum             | 903 cm³          | 903 cm³          | 1193 cm³         | 1193 cm³             | 1461 cm³         | 1461 cm³             | 1461 cm³             | 1461 cm³             | 1675 cm³             | 1675 cm³             | 1714 cm³              | 1714 cm³              |                  |
| max. Leistung       | 29 kW (40 PS)    | 32 kW (44 PS)    | 44 kW (60 PS)    | 52 kW (71 PS)        | 63 kW (86 PS)    | 65 kW (88 PS)        | 66 kW (90 PS)        | 80 kW (109 PS)       | 72 kW (98 PS)        | 76 kW (103 PS)       | 40 kW (54 PS)         | 42 kW (57 PS)         |                  |
| Antriebsart         | Vorderradantrieb | Vorderradantrieb | Vorderradantrieb | Vorderradantrieb     | Vorderradantrieb | Vorderradantrieb     | Vorderradantrieb     | Vorderradantrieb     | Vorderradantrieb     | Vorderradantrieb     | Vorderradantrieb      | Vorderradantrieb      | Vorderradantrieb |

## Produktionszahlen IBIZA
| Jahr  | 1984 | 1985 | 1986    | 1987    | 1988    | 1989    | 1990    | 1991    | 1992    | 1993             |
| ----- | ---- | ---- | ------- | ------- | ------- | ------- | ------- | ------- | ------- | ---------------- |
| IBIZA | ?    | ?    | 121.526 | 160.907 | 192.024 | 208.210 | 202.157 | 173.236 | 112.334 | 142.987 ca24.000 |